# Трёхосный нормальный тендер
Трёхосный нормальный тендер — тендер, разработанный и завершённый в 1897 году и принятый типовым («нормальным») для российских паровозов. Создавался параллельно с паровозом «нормального типа 1897 года» (с 1912 — Од). Эксплуатировался со многими сериями паровозов, в том числе З, И, Н, О и Ы.

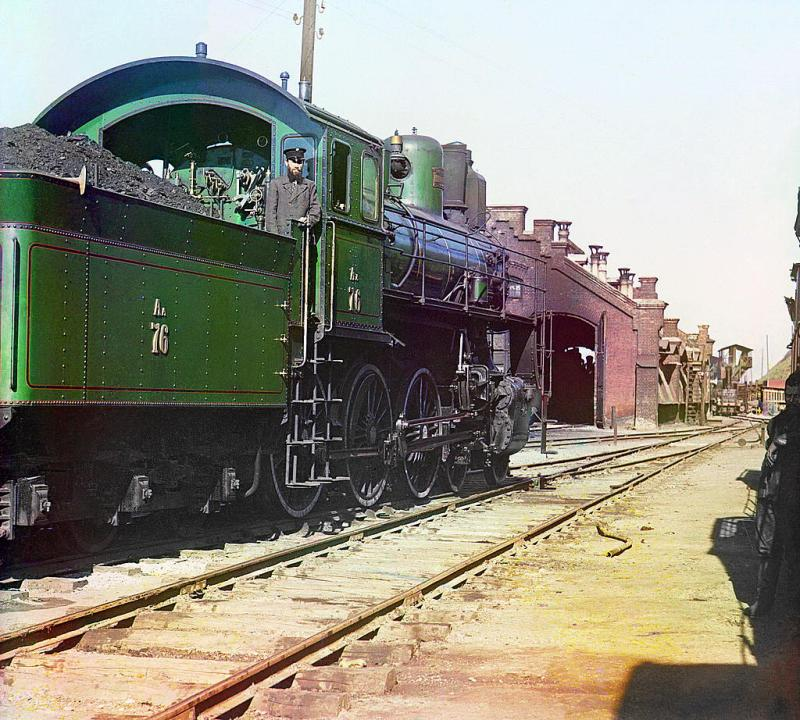
Трёхосный нормальный тендер паровоза А^{А}76 на фото Сергея Прокудина-Горского

При использовании трёхосных нормальных тендеров пункты набора воды должны были располагаться через 20—30 километров на равнинных участках и 15—20 километров — на горных, а пункты набора топлива — через 60—70 километров; эти данные актуальны при весе грузового поезда 400—600 тонн и весе пассажирского поезда 200—300 тонн.
В 1910 году Коломенский завод на основе конструкции «нормального» тендера разработал и выпустил партию тендеров с измененной конструкцией топливного ящика, которые сцеплялись с пассажирскими паровозами серии К. В том же году завод разработал вариант тендера с увеличенным топливным ящиком (вмещал уже 13 тонн топлива); данные тендеры выпускались Коломенским и Воткинским заводами в 1910—1912 годы и сцеплялись прежде всего с паровозами серии Ы.
Трёхосные тендеры «нормального типа» продолжают эксплуатироваться и в XXI веке — с паровозами О (включая Ов324).